# Roccasecca dei Volsci
Roccasecca dei Volsci è un comune italiano di 1 062 abitanti della provincia di Latina nel Lazio.

## Geografia fisica

### Territorio
Il paese, si trova in una posizione panoramica di grande fascino che si affaccia su Priverno, punto di partenza per numerose escursioni e passeggiate nell'ampia zona boschiva che raggiunge la quota di 700 m.

### Clima
- Classificazione climatica: zona D, 1766 GR/G

## Storia
Virgilio nell’Eneide parla di Metabo che con la figlia Camilla fugge da Priverno, guada il fiume Amaseno e fugge sui monti, quelli di Roccasecca dei Volsci, dove nella zona montana della Lucerna vi è una costruzione antica, detta la Casa della Camilla.  
l paese di Roccasecca dei Volsci fu fondato dai Privernati fuggiti dal loro paese verso l’anno 876 d. C., quando la romana Privernum fu distrutta ad opera dei Saraceni. Quindi fu feudo del Papato e nei secoli XII e XIII fu posseduto dai Ceccano, poi nel 1428 passò alla famiglia di Ildebrando Conti; quindi fu venduto nel 1556 ai Carafa e nel 1558 ai Massimo, nobile famiglia romana, anche se in seguito questa cedette parte del feudo che pervenne ai Gabrielli  nel 1762 quindi al marchese Del Gallo di Roccagiovine. 
Il titolo di Principe di Roccasecca dei Volsci rimane tuttora ai Massimo.

## Monumenti e luoghi d'interesse

### Architetture religiose
- Chiesa di Santa Maria Assunta
- Chiesa di Santa Croce
- Tempietto di Santa Maria della Pace: uno dei monumenti di maggior pregio, risalente al sec. XVII, oggi in stato di abbandono
- Tempietto di S. Raffaele, in stile classico

### Architetture civili
- Palazzo Massimo
- Palazzetto Celli

## Società

### Evoluzione demografica
Abitanti censiti

## Cultura

### Istruzione

#### Musei
- Museo dell'olio

## Economia
La frazione montana di Lucerna, in una valle isolata al confine con il comune di Amaseno, presenta un'economia basata sulla produzione di latte di bufala.
Di seguito la tabella storica elaborata dall'Istat a tema Unità locali, intesa come numero di imprese attive, ed addetti, intesi come numero addetti delle unità locali delle imprese attive (valori medi annui).
|                       | 2015                  |                              |                            |                |                       |                     | 2014                  |                | 2013                  |                |
| --------------------- | --------------------- | ---------------------------- | -------------------------- | -------------- | --------------------- | ------------------- | --------------------- | -------------- | --------------------- | -------------- |
|                       | Numero imprese attive | % Provinciale Imprese attive | % Regionale Imprese attive | Numero addetti | % Provinciale Addetti | % Regionale Addetti | Numero imprese attive | Numero addetti | Numero imprese attive | Numero addetti |
| Roccasecca dei Volsci | 40                    | 0,1%                         | 0,01%                      | 82             | 0,07%                 | 0,01%               | 42                    | 87             | 45                    | 112            |
| Latina                | 39.304                |                              | 8,43%                      | 122.198        |                       | 7,75%               | 39.446                | 120.897        | 39.915                | 123.310        |
| Lazio                 | 455.591               |                              |                            | 1.539.359      |                       |                     | 457.686               | 1.510.459      | 464.094               | 1.525.471      |

Nel 2015 le 40 imprese operanti nel territorio comunale, che rappresentavano lo 0,1% del totale provinciale (39.304 imprese attive), hanno occupato 82 addetti, lo 0,07% del dato provinciale (122.198 addetti); in media, ogni impresa nel 2015 ha occupato due persone (2,05).

## Amministrazione
| Periodo          | Periodo          | Primo cittadino      | Partito        | Carica      | Note        |
| ---------------- | ---------------- | -------------------- | -------------- | ----------- | ----------- |
| 16 luglio 1988   | 3 luglio 1991    | Alessandro Iannicola | DC             | Sindaco     |             |
| 3 luglio 1991    | 6 giugno 1993    | Giuseppe Papi        | DC             | Sindaco     |             |
| 6 giugno 1993    | 27 aprile 1997   | Giuseppe Papi        | DC             | sindaco     | [ 7 ]       |
| 27 aprile 1997   | 14 giugno 2000   | Orazio Balzarani     | CDU            | sindaco     | [ 8 ] [ 7 ] |
| 14 giugno 2000   | 13 maggio 2001   | Andrea Polichetti    |                | Comm. pref. |             |
| 13 maggio 2001   | 21 novembre 2005 | Alessandro La Noce   | centrosinistra | sindaco     | [ 8 ] [ 7 ] |
| 21 novembre 2005 | 28 maggio 2006   | Angela Buzzanca      |                | Comm. pref. |             |
| 28 maggio 2006   | 15 maggio 2011   | Orazio Balzarani     | centrodestra   | sindaco     | [ 7 ]       |
| 15 maggio 2011   | 6 giugno 2016    | Barbara Petroni      | lista civica   | sindaco     | [ 7 ]       |
| 6 giugno 2016    | 4 ottobre 2021   | Barbara Petroni      | lista civica   | sindaco     | [ 7 ]       |
| 4 ottobre 2021   | in carica        | Barbara Petroni      | lista civica   | sindaco     | [ 7 ]       |

### Gemellaggi
- Saint-Romans

### Altre informazioni amministrative
- Fa parte della Comunità Montana dei Monti Lepini Ausoni.